# Strekov
Strekov es un municipio del distrito de Nové Zámky en la región de Nitra, Eslovaquia, con una población estimada a final del año 2024 de 1872 habitantes.
Se encuentra ubicado al sur de la región, cerca de los ríos Nitra y Hron (cuenca hidrográfica del Danubio) y de la frontera con Hungría.

## Demografía
| Año        | 1994 | 2004    | 2014     | 2024    |
| ---------- | ---- | ------- | -------- | ------- |
| Población  | 2327 | 2216    | 1989     | 1872    |
| Diferencia |      | −4,77 % | −10,24 % | −5,88 % |

| Año        | 2023 | 2024    |
| ---------- | ---- | ------- |
| Población  | 1891 | 1872    |
| Diferencia |      | −1,00 % |